# Тунел (музичка група)
Тунел је био југословенски и српски рок бенд из Београда.

## Историјат

### 1980—1992
Бенд је формиран 1980. године у Београду од стране Љубе Нинковића (бивши члан С времена на време, гитаристе), Владимир Владе Јанковића Џета (бившег члана Црних бисера, бас гитаристе) и Стеве Стевановића (бившег члана бенда СОС, бубњара). Бенд се представио мелодичним звуком класичног рока, а током првих го дина наступа је углавном на колективним концертима са другим бендовима.
Године 1982. издали су свој деби албум Пролаз за Југодиск, а продуцирао га је Роберт Немечек. Пет нумера насисао је Нинковић, а четири Јанковић. На албуму су се нашле хит песме Натали, Радио, Свако зна, Волим сакс и обрада песме Born to Be Wild бенда Степенвулф. Године 1983. бенд је објавио други студијски албум Низ тамне улице, који је такође продуцирао Немечек, а албум је изашао за Југодиск. Поред нумере Нинковића и Јанковића, на албуму се нашла песма А сад је свему крај.
Године 1984. бенду се придружилО гитариста Влада Неговановић (бивши члан бендова Бутик и Доктор Спира и Људска бића). Ова постава снимила је албум Електрична илузија, продукцију је радио Ђорђе Петровића, а албум је објављен за ПГП РТБ. Бенд је 1987. године објавио албум До последње капи... који је такође изашао за ПГП РТБ. На албуму је приказан наслов песме Вилија Диксон а Little Red Rooster, под насловом Црвени петао. На албуму су се појавили Костић (на гитари) и Нинковићев бивши бенд С времена на време и Асим Сарван на вокалу, као гостојући музичар.
Током маја 1985. године, Нинковић је учествовао у ЈУ рок мисији, а 15. јула исте године бенд је уз присуство великог броја музичара гостова на концерту на стадиону Црвене звезде, који је био саставни део ЈУ рок мисије.
Неговановић је 1987. године прешао у бенд Дејана Цукића, Спори ритам, а касније у бенд Бајага и Инструктори. Нови члан бенда постао је Предраг Гуцуљ, који је раније наступао са Рамбом Амадеусом. Године 1991. бенд је објавио албум Бубњеви преко реке, који је изашао за ПГП РТБ. На песми Бела лађа гостовао је Бранко Марушић Чутура, на вокалу. На албуму се нашла песме Љубавна улица, обрада песме Дорса, на српском језику. Песму Још волим сакс представио је гитариста Борко Митић, а на албуму су гостовали Биља Крстић, Асим Сарван и Жељко Маринковић на вокалима, док је за клавијатуром био Саша Локнер.
Године 199. када је Нинковић почео да ради с бендон С времена на време, Тунел је распуштен.

## Након распуштања бенда
Године 1996. Raglas reckors објавио је рок компилацију It's Only Rock 'n' Roll, на којем су се нашли хитови песама бенда Тунел. Јанковић је радио као уредник на Радију 202, а са гитаристом Бобаном Бирташевићем (бивши члан бенда Силуете) и бубњаром Јованом Љубисављевићем Кићом (бивши члан бенда ВИС Црни бисери), формирао је бенд под називом Влада Џет бенд.

## Дискографија

### Студијски албуми
- Ноћни пролаз (1982)
- Низ три тамне улице (1983)
- Електрична илузија (1984)
- До последње капи... (1987)
- Бубњеви преко реке (1991)

### Компилацијски албуми
- It's Only Rock 'n' Roll (1996)
- Антологија (2023)

### Синглови
- "Радио" / "Свако је зна" (1980)
- "Натали" / "Свако је зна" (1981)
- "Сречна Нова година" / "А ти ме само гледаш" (1981)
- "Не плаши се" / "Јо Јо" (1987)